# Giovanni Battista Chiodini
Giovanni Battista Chiodini, o Chiodino (Pollenza, XVI secolo – 1652), è stato un francescano e scrittore italiano.

## Biografia
Originario di Monte Milone (attuale Pollenza), fu un frate minore conventuale e inquisitore.
Scrisse di teoria musicale (Arte pratica latina e volgare di far contrapunto, 1610), astronomia e matematica (Praxis sphaerica clarissima, 1615), teologia, filosofia e letteratura, ed inoltre compose poesie in italiano e in latino (La nobiltà burghesia romana, 1620).
La sua Arte pratica fu tradotta in tedesco nel 1653 dal compositore Johann Andreas Herbst.

## Opere
- Arte pratica latina e volgare di far contrapunto, Venezia, Ricciardo Amadino, 1610.
- (LA) Praxis sphaerica clarissima, Venezia, Ambrogio & Bartolomeo Dei, 1615.
- (LA) Pupilla phylosophiae Aristotelis, Venezia, Ambrogio Dei, 1617.
- (LA) Thalamus rationalis, Venezia, Pietro Farri, 1620.
- La nobiltà burghesia romana, Macerata, Stamperia del Martellini, 1620.